# Evarcha zimbabwensis
Evarcha zimbabwensis är en spindelart som beskrevs av Wesolowska, Cumming 2008. Evarcha zimbabwensis ingår i släktet Evarcha och familjen hoppspindlar. Inga underarter finns listade i Catalogue of Life.